# Třída Leningrad
Třída Leningrad byla třída torpédoborců sovětského námořnictva z období druhé světové války. Skládala se ze šesti jednotek. Ve službě byla od roku 1938. Sověti lodě klasifikovali jako vůdčí lodě torpédoborců, určené k vedení torpédoborcových eskader. Za války byly ztraceny oba torpédoborce třídy Leningrad postavené pro Černomořské loďstvo – Moskva a Charkov. Ostatní lodě válku přečkaly a dosloužily na konci 50. let.

## Stavba
Vývoj sovětských vůdčích lodí torpédoborců byl inspirován francouzskými supertorpédoborci z dvacátých let (Contre-torpilleur, např. třída Chacal). Stejné určení měl ještě torpédoborec Taškent a kvůli vypuknutí války nedokončené čtyři torpédoborce třídy Kijev. Jejich projekt byl schválen roku 1930. Třída Leningrad představovala první velké hladinové válečné lodě navržené a postavené v Sovětském svazu po dlouhé pauze způsobené revolucí a občanskou válkou. Zároveň jako první ruské lodě nesly 533mm torpédomety. Jejich konstrukce však trpěla řadou nedostatků, včetně přetížení nástaveb a zhoršených nautických vlastností. První tři jednotky této třídy (Projekt 1) byly objednány v rámci programu pro první pětiletku. Jejich kýly byly založeny roku 1932. V rámci druhého pětiletého plánu následovaly tři jednotky vylepšené verze Projekt 38. Jejich stavba byla zahájena v letech 1934–1936. Baku a Tbilisi byly vyrobeny v Nikolajevu a sestaveny v loděnici v Komsomolsku.
Jednotky třídy Leningrad:
| Jméno                               | Projekt       | Loďstvo               | Loděnice                        | Založení kýlu | Spuštěna           | Vstup do služby | Osud |
| ----------------------------------- | ------------- | --------------------- | ------------------------------- | ------------- | ------------------ | --------------- | --- |
| Charkov                             | Projekt 1     | Černomořské loďstvo   | Nikolajev                       | 1932          | 9. září 1934       | listopad 1938   | Dne 6. října 1943 poblíž Krymu potopen bombardéry Junkers Ju 87 jednotky SG77. |
| Leningrad                           | Projekt 1     | Baltské loďstvo       | Ždanovovy loděnice v Leningradu | 1932          | 17. listopadu 1933 | prosinec 1936   | Potopen jako cvičný cíl 1958. |
| Moskva                              | Projekt 1     | Černomořské loďstvo   | Nikolajev                       | 1932          | 30. října 1934     | srpen 1938      | Dne 26. června 1941 se potopil na mině po ostřelování rumunského přístavu Constanţa. |
| Minsk                               | Projekt 38    | Baltské loďstvo       | Ždanovovy loděnice v Leningradu | 1934          | 6. listopadu 1935  | únor 1939       | Potopen 23. září 1941 u Kronštadtu bombardéry Junkers Ju 87 jednotky SG2, později vyzvednut a v listopadu 1942 vrácen do služby. Vyřazen v roce 1959. Poté využíván k vlečení cvičných cílů. |
| Baku (ex Segej Ordžonikidze, Kijev) | Projekt 38bis | Tichooceánské loďstvo | Nikolajev / Komsomolsk na Amuru | 1935 / 1936   | 25. července 1938  | prosinec 1939   | V roce 1942 převeden k Severnímu loďstvu. Potopen jako cvičný cíl 1958. |
| Tbilisi                             | Projekt 38bis | Tichooceánské loďstvo | Nikolajev / Komsomolsk na Amuru | 1935 / 1936   | 24. července 1939  | prosinec 1940   | Od roku 1951 ve výcviku, od roku 1953 hulk. Potopen jako cvičný cíl 1958. |

## Konstrukce

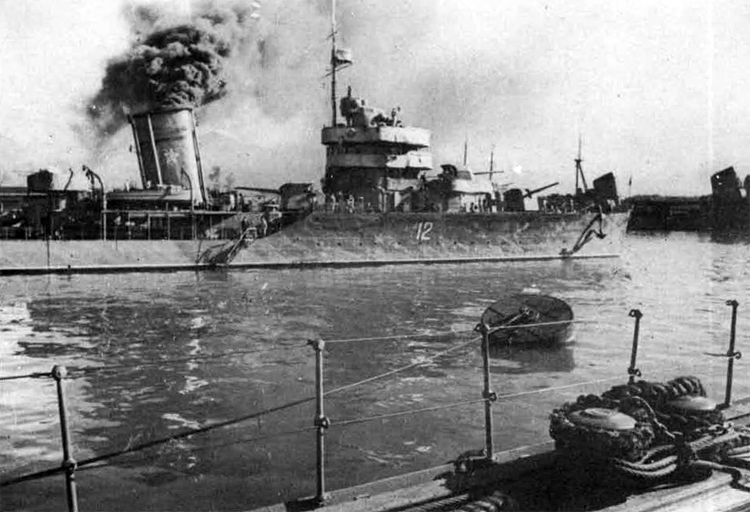
Charkov

Torpédoborce využívaly italský systém řízení palby Galileo. Výzbroj tvořilo pět 130mm/50 kanónů B-13 v jednohlavňových věžích, které doplňovaly dva 76mm kanóny 34K a dva 45mm kanóny 21K. Plavidla dále nesla dva čtyřhlavňové 533mm torpédomety a sedmdesát až osmdesát námořních min. Pohonný systém tvořily tři vodotrubní kotle a tři převodové turbíny o výkonu 66 000 shp, pohánějící tři lodní šrouby. Nejvyšší rychlost dosahovala 36 uzlů.

### Modifikace
Za války byla zesilována protiletadlová výzbroj, někdy i za cenu demontáže prostřední dělové věže. Například Baku nesl dva 76mm kanóny, šest 37mm kanónů a šest 12,7mm kulometů. Zároveň byly instalovány dva spouštěče hlubinných pum, kterých bylo neseno 25 kusů. Některá plavidla byla za války vybavena střeleckým radarem a ASDICem.